# Österbymo
Österbymo är en tätort och centralort i Ydre kommun i Östergötlands län. Österbymo är Sveriges befolkningsmässigt minsta kommunala centralort.

## Historik
Eksjö–Österbymo Järnväg öppnade för persontrafik 1915 och lades ned 1954. Järnvägen gjorde att ett mindre stationssamhälle växte upp invid stationen och den tidigare handelsplatsen Österbymo. Att järnvägen kom relativt sent till Österbymo gjorde att samhället aldrig kom att växa som många andra stationssamhällen. Detta gjorde att järnvägen under hela sin tid gick med förlust och lades ned efter 40 år, något som drabbade Österbymo mycket hårt

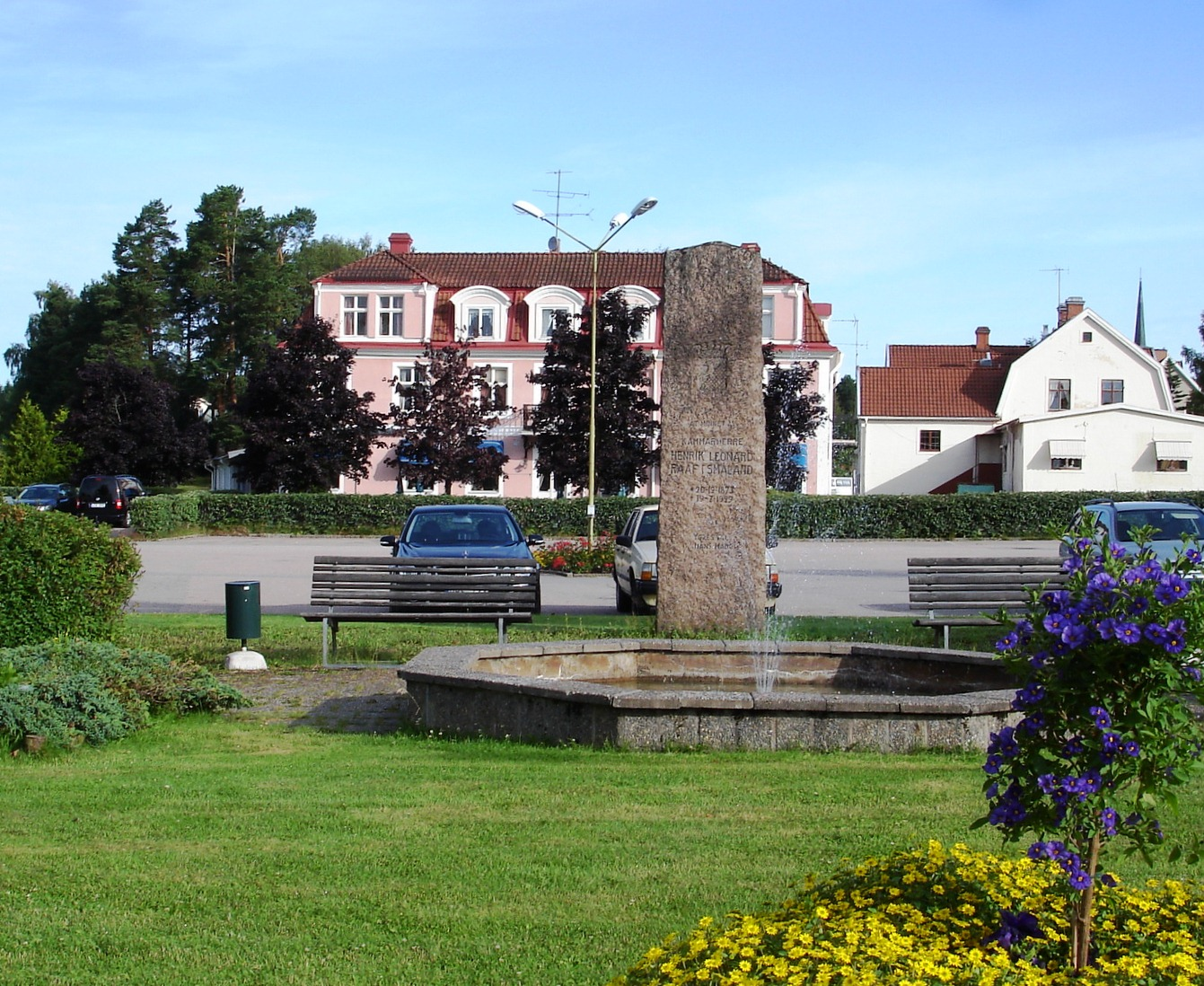
Minnessten över Henrik Leonard Rääf, med Ydre Wärdshus och torget i bakgrunden

Under senare delen av 1970-talet erbjöd tätorten Österbymo ett stort serviceutbud. Trots det begränsade befolkningsunderlaget i tätorten blomstrade näringslivet. Småföretagandet var betydande och i tätorten fanns tre bensinstationer; BP, GULF och Nynäs, postkontor, två banker; Jordbrukskassan samt Ydre Sparbank, apotek, kiosk, gummiverkstad, skomakare, herrekipering, skoaffär, pappershandel, blomsterhandel, leksaksaffär, el/lamphandel, konditori, möbelaffär, hotell, två stycken radio- och TV-handlare, inte mindre än tre bilverkstäder samt två järnaffärer där den ena även erbjöd försäljning av lantbruksmaskiner. Dessutom fanns det både en konsumbutik och en ICA-butik. I Folkets hus fanns en biograf som visade film en gång i veckan. 

### Befolkningsutveckling
| Befolkningsutvecklingen i Österbymo 1950–2020 | Befolkningsutvecklingen i Österbymo 1950–2020 | Befolkningsutvecklingen i Österbymo 1950–2020 | Befolkningsutvecklingen i Österbymo 1950–2020 | Befolkningsutvecklingen i Österbymo 1950–2020 |
| --------------------------------------------- | --------------------------------------------- | --------------------------------------------- | --------------------------------------------- | --------------------------------------------- |
|                                               |                                               |                                               |                                               |                                               |
| År                                            |                                               |                                               | Folkmängd                                     | Areal (ha)                                    |
| 1950                                          | 1950                                          |                                               | 563                                           |                                               |
| 1960                                          | 1960                                          |                                               | 621                                           |                                               |
| 1965                                          | 1965                                          |                                               | 680                                           |                                               |
| 1970                                          | 1970                                          |                                               | 793                                           |                                               |
| 1975                                          | 1975                                          |                                               | 901                                           |                                               |
| 1980                                          | 1980                                          |                                               | 930                                           |                                               |
| 1990                                          | 1990                                          |                                               | 1 004                                         | 124                                           |
| 1995                                          | 1995                                          |                                               | 1 028                                         | 127                                           |
| 2000                                          | 2000                                          |                                               | 988                                           | 127                                           |
| 2005                                          | 2005                                          |                                               | 873                                           | 127                                           |
| 2010                                          | 2010                                          |                                               | 834                                           | 126                                           |
| 2015                                          | 2015                                          |                                               | 897                                           | 126                                           |
| 2020                                          | 2020                                          |                                               | 900                                           | 142                                           |
|                                               |                                               |                                               |                                               |                                               |

## Samhället
På orten finns förskola, grundskola, bibliotek, vårdcentral, folktandvård, apotek, äldreboende, dagligvaruaffär, specialaffärer, systembolag, bank samt flera matställen och övernattningsmöjligheter.
Församlingshemmet med kyrksal i Österbymo byggdes 1973 eftersom Svenska kyrkan saknade en lokal att nyttja på orten. I tätorten finns även två aktiva frikyrkoförsamlingar, Missionskyrkan, med Österbymo missionskyrka, och Pingstkyrkan.
Hultgrensmuseet som ligger i anslutning till biblioteket, består av en stor samling foton som beskriver gamla tiders folk och vardag tagna av fotografen August Christian Hultgren (1869-1961).

## Näringsliv
Det finns flera industrier på orten varav Camfil AB, Träullit, Ydre-Grinden AB och Ydre skåp AB kan nämnas.

## Idrott
Idrottsföreningen IFK Österbymo finns på orten. 

## Personer från orten
Henrik Leonhard Rääf (1873–1929), sonson till den mer kände Leonhard Fredrik Rääf i Småland på Forsnäs gård, har hedrats med en minnessten som står på den gamla marknadsplatsen, nu torget i Österbymo. Hans betydelse för bygden och för järnvägens tillkomst markeras på detta sätt.
Åt minnet av kammarherre Henrik Leonard Rääf *20-12-1873 +19-7-1929  Ydres väl hans mål.
Skådespelaren Ola Forssmed växte upp på orten.